# 党の唯一思想体系確立の10大原則
党の唯一思想体系確立の10大原則（とうのゆいいつしそうたいけいかくりつの10だいげんそく、朝: 당의 유일사상체계확립의 10대 원칙）とは、北朝鮮の朝鮮労働党が1974年（主体63年）に定めた、全国民、全組織の行動規範であり、事実上の最高規範である。
2013年（主体101年）、当時党第一書記の地位にあった金正恩によって39年ぶりに改定され、党の唯一領導体系確立の10大原則（とうのゆいいつりょうどうたいけいかくりつの10だいげんそく、당의 유일령도체계확립의 10대 원칙）に名称が改められた。単に10大原則（10대 원칙）とも呼ばれる。

## 概要
北朝鮮は、永遠の主席と呼称される建国の父金日成と、その長男で第2代総書記の金正日からなる、白頭血統の最高指導者に絶対服従する「唯一思想体系」および「唯一指導体系」により、社会主義一党独裁と、首領による絶対統治を組み合わせた、特異な独裁体制を敷いている。この独裁体制（首領絶対制）を規律として明文化したものが、「10大原則」である。
1974年2月、朝鮮労働党第5期第8回中央委員会総会で金日成の後継者に指名された金正日は、2月19日以降20日間にわたって続けられた講習会の場で、金日成の実弟で自らの叔父である金英柱を「反党分子」と罵ったうえで「金英柱同志は、病気を口実にわが党の組織指導事業を怠り、組織をむちゃくちゃにしてしまいました。われわれは、金英柱同志が党に及ぼした害毒を除去しなければなりません」と非難し、北朝鮮社会を徹底的に規制する「党の唯一思想体系確立の10大原則」を策定して、父金日成への個人崇拝を強力に押し進めた。そして、「10大原則」に則り、「末端から中央に至る全ての組織に新しい党事業気風を確立するため、思想闘争を無慈悲に展開しなければなりません」と宣告した。「10大原則」は、金正日によって憲法や朝鮮労働党の党規約をも超越する「最高規範」に位置づけられたのである。

発布後、北朝鮮国内では旧宗主国大日本帝国の教育勅語を参考にしたともいわれる徹底的な教育がなされており、人民学校（小学校）以上の全公民（国民）、また国外においても例えば日本国内の朝鮮学校に通う児童・生徒など、北朝鮮本国の体系に準じる教育を受けている子どもには暗記、暗唱が義務付けられている。

北朝鮮の全国民（公民）は「10大原則」に基づいて、最高指導者の領導を毎日の生活と行動の指針とすることが義務付けられ、所属する組織で毎週1回（主として土曜日）の「生活総和」という会議・集会でチェックを受ける。在日朝鮮人の帰還事業、よど号ハイジャック事件などの亡命・義挙入北行為、あるいは拉致などによって北朝鮮に入国させられた日本をはじめとする外国出身者であっても一切の例外なく適用される。なお過去には金正恩自身も新年の辞において自己批判をしたことがあり、たとえ最高指導者であっても例外扱いはされないということを自ら示した。「生活総和」で自己批判するために用いられるのが「生活総和手帳（生活手帳）」である。
1960年（主体49年／昭和35年）に帰国事業で北朝鮮に渡った青山健煕は、1974年の「10大原則」発表以降、朝鮮労働党員が「10大原則」に従って行動し、思考しなければならなくなり、また、検閲の頻度が急増しただけでなく、その内容も大きく変化したと証言している。それ以前にも予告なしの検閲が何度も繰り返され、不適切と判断された書籍・出版物は没収されたり、処分されたりしていたが、1974年以降は検閲範囲が家庭にも及ぶようになってきたのである。青山はある時、労働党副書記の家の留守中、検閲官が副書記の家に押し入り、そこで4歳の孫が蔵書の金日成の写真に落書きしていたページのあることを発見、その結果、副書記は自己反省書を書かされ、「10大原則違反」として家族もろとも水道も電気もない山奥に追放されたという事件のあったことを記録している。

法律でないにもかかわらず、この「10大原則」に違反することは犯罪とされ、処罰の対象となる。2013年12月の張成沢（金正日の義弟で自身の叔父にあたる）一派の大粛清の理由の一つも「唯一的領導体系に反した」ということであった。

## 1974年制定の旧条文
1974年制定の条文は以下の通りである。序文と細目は省略する。
- 第1条　偉大な首領金日成同志の革命思想によって全社会を赤化するために身を捧げて闘うべきである。
- 第2条　偉大な首領金日成同志を忠誠をもって仰ぎ奉じるべきである。
- 第3条　偉大な首領金日成同志の権威を絶対化すべきである。
- 第4条　偉大な首領金日成同志の革命思想を信念とし、首領の教示を信条化すべきである。
- 第5条　偉大な首領金日成同志の教示を執行するにおいて、無条件性の原則を徹底して守るべきである。
- 第6条　偉大な首領金日成同志を中心とする全党の思想意志的統一と革命的団結を強化すべきである。
- 第7条　偉大な首領金日成同志に学び、共産主義的風貌と革命的活動方法、人民的活動作風を持つべきである。
- 第8条　偉大な首領金日成同志から授かった政治的生命を大切に守り、首領の大きな政治的信任と配慮に対して高い政治的自覚と技術による忠誠をもって報いるべきである。
- 第9条　偉大な首領金日成同志の唯一的領導のもとに、全党、全国家、全軍が一つとなって動く、強い組織規律を打ち立てるべきである。
- 第10条　偉大な首領金日成同志が開拓された革命偉業を、代を継いで最後まで継承し完成すべきである。

## 2013年の改訂条文
1974年制定の「10大原則」は金日成への絶対的忠誠を要求するもので、10か条と65の細目から成り立っていたが、2013年に金正恩によって「党の唯一領導体系確立の10大原則」と改題、改訂された際には条文の内容のみならず、構成も10か条・60細目に変更された。
内容は金正恩が2013年6月19日に党、国家、軍隊、勤労団体、出版報道部門の責任幹部たちに向けて行った秘密演説「革命発展の要求に合わせ党の唯一的領導体系をより徹底して打ち立てることについて」によって北朝鮮国内向けに公表された。
2013年発表の「10大原則」は縦10.5センチ、横7.5センチ、赤い表紙をもつ56ページの冊子として、乳幼児と義務教育世代を除くほぼすべての北朝鮮国民に配布された。2013年改訂の現行条文は以下の通りである。序文と細目は省略する。
- 第1条　全社会を金日成・金正日主義化するために命をささげて闘争するべきである。
- 第2条　偉大な金日成同志と金正日同志を我が党と人民の永遠の首領、主体の太陽として高く奉じるべきである。
- 第3条　偉大な金日成同志と金正日同志の権威、党の権威を絶対化し、決死擁護すべきである。
- 第4条　偉大な金日成同志と金正日同志の革命思想とその具現である党の路線と政策で徹底的に武装すべきである。
- 第5条　偉大な金日成同志と金正日同志の遺訓、党の路線と方針貫徹で無条件性の原則を徹底的に守るべきである。
- 第6条　領導者（金正恩）を中心とする全党の思想意志的統一と革命的団結をあらゆる面から強化すべきである。
- 第7条　偉大な金日成同志と金正日同志に倣い、高尚な精神道徳的風貌と革命的事業方法、人民的事業作風を備えるべきである。
- 第8条　党と首領が抱かせてくれた政治的生命を大切に刻み、党の信任と配慮に高い政治的自覚と事業実績で応えるべきである。
- 第9条　党の唯一的領導の下に全党、全国、全軍が一つとなって動く強い組織規律を打ち立てるべきである。
- 第10条　偉大な金日成同志が開拓し、金日成同志と金正日同志が導いて来た主体革命偉業、先軍革命偉業を代を継いで最後まで継承・完成すべきである。

## 改訂における変更点
1974年制定の10大原則が2013年に改定された際、金日成の抗日武装闘争に関する記述が序文から削除され、唯一思想体系を「金日成・金正日主義」として金正日を金日成と同列に高めて神格化し、金正恩は「党」「領導者」という表現で領導の中心に位置づけることで絶対化された。また、「共産主義」という単語が消え、第1条で定められた「全社会の金日成・金正日主義化」が、共産主義に代わる朝鮮労働党の最高綱領となった。
新しい「10大原則」には、「我が党と革命の命脈を白頭の血統で永遠に保ち（中略）、その純潔性を徹底的に固守しなければならない」と記されており、「白頭血統」すなわち金日成・金正日の血統による支配の永遠性が明確に打ち出された。これについては、金一族による世襲政治を正当化するものとして、北朝鮮と比較的良好な関係にあるとされる中華人民共和国においてもインターネット上で痛烈に批判されている。